# دارایی‌بافی
ایکات گونه‌ای روش رنگرزی و همچنین نوعی روش بافت گفته می‌شود. این شیوه بافت پارچه در تعدادی از کشورهای جهان متداول است و در ایران تنها در شهر یزد وجود دارد که به آن دارایی‌بافی نیز می‌گویند. ایکات کلمه‌ای است مالایی به معنای گره زدن و رنگ نمودن که به فارسی به آن دارایی می‌گویند و روشی است قدیمی برای منقوش نمودن پارچه که عبارت است از رنگ نمودن نخ‌های پارچه قبل از بافت. زادگاه این هنر به احتمال زیاد در اندونزی بوده ولی در ایران از دیرباز در مناطق مختلفی انجام می‌گرفته‌است و هم‌اکنون در شهر یزد تعدادی کارگاه به تولید دارایی مشغول هستند.

## نام‌گذاری
ایکات از واژه مالایی منجیکات به معنای بستن یا گره زدن یا پیچاندن است و منظور آن شیوه بستن تار و پود از روی الگویی است که از پیش آماده شده‌است. گفته می‌شود نام دارایی از آن جهت برای آن مصطلح شده شده‌است که در قدیم این پارچه در جهیزیه هر عروس جزء وسایل سرمایه‌ای بوده و دارایی عروس محسوب می‌شده‌است. البته در باور عوام این نقل قول وجود دارد که چون اشخاصی که این نوع پارچه را خریدند ثروتمند بودند.

## روش بافت

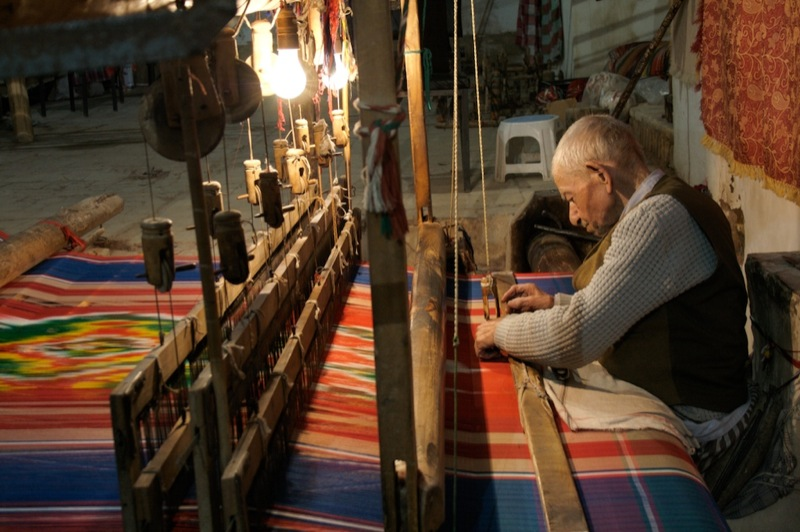

ایکات بر سه نوع است: ایکات تار و ایکات پودو ایکات تاری پودی. در ایکات تار، نخ‌های تار قبل از بافت رنگرزی شده و بعد چله کشی پارچه صورت می‌گیرد و سپس نقوش در حین بافت پدید می‌آید. در ایکات پود، نخ‌های تار و پود هر دو قبل از چله کشی رنگرزی شده و بعد از عمل چله کشی، بافت انجام می‌گیرد. ایکات پود بسیار پرکاربرد تر و گرانبها تر است. دارایی‌های تولید شده معمولاً به عرض ۹۰ و طول ۳۰ سانتیمتر است که پس از پایان بافت بسته به مورد مصرف بریده شده و مورد استفاده قرار می‌گیرد.

## انواع روش ایکات
به دلیل کاربرد روش ایکات در مورد تار یا پود یا هردو، لازم است میان ایکات تار و ایکات پود و ایکات دوگانه، تفاوت قائل شویم. ضمن آنکه لازمهٔ هر سه روش آن است که نخ‌ها روی نوعی چارچوب کشیده شوند تا بتوانند آن‌ها را به صورت نقشی جمع کرده و بهم بست.

### ایکات تار
معمولاً ثابت هستند و همینکه روی دستگاه بافندگی نصب شوند دیگر به آن‌ها دست نمی‌زنند و فقط پود رنگی واحدی را به آن‌ها می‌بافند. البته این قاعده، استثنایی نیز دارد و آن این است که هنگامی که تارها به صورت افقی می‌بندند باید آن‌ها را به ترتیب و توالی به جلو بکشند تا نقش پیکان یا شعله‌ای از آن پدید آید.

### ایکات پود
به کار بیشتری روی دستگاه بافندگی نیاز دارد زیرا هر گره‌ای باید در جای دقیق و معین زده شود تا نقش حاضر گردد. البته بافنده تا اندازه‌ای می‌تواند با حرکت دادن و جلو و عقب بردن پود نقش‌هایی را که خود در نظر دارد به وجود آورد.

### ایکات دوگانه
به مهارت فوق‌العاده‌ای که در هر دو روش باید به کار بسته شود نیاز دارد و گاه تکمیل این بافت‌های ظریف پیچیده یک سال یا بیشتر زمان می‌گیرد.
در هر سه روش، وقت‌گیرترین کار، بستن و رنگ زدن و گشودن نخ‌هاست. مقدار بستن از اندازهٔ ظرافت نقش تبعیت می‌کند. برای رنگ زدن تا گذشتهٔ نه چندان دور، همواره از رنگ‌های طبیعی استفاده می‌شد؛ ولی امروزه رنگ‌های شیمیایی جای رنگ‌های طبیعی را گرفته و کمتر از رنگ‌های طبیعی استفاده می‌شود. در هر حال در رنگرزی با رنگ‌های طبیعی: از رنگ نیل برای رنگ آبی، روناس و قرمز دانه برای رنگ قرمز، پوست درخت یا گل برای رنگ زرد، مواد معدنی و خاکی گوناگون برای رنگ سیاه استفاده می‌شده و می‌گردد. با روش ایکات و ضمن استفاده از مواد اولیه‌ای که به آن اشاره شد، عنوان پارچه که مورد استفادهٔ رولحافی، بقچه، سوزنی و رومیزی دارد، تولید می‌گردد. با ادامه و استمرار انواع روش‌ها در بافت دارایی یا ایکات، نقش‌های بیشمار از ساده‌ترین صور راه‌راه و هندسی تا پیچیده‌ترین سبک ژاکارد از نسلی به نسل دیگر انتقال یافته‌است. هیچگاه دو گونه ایکات همسان نمی‌توان یافت، بلکه هر بافت، نرمی و مواجی ویژه‌ای دارد که آن را از انواع دیگر بافت‌های رنگین و حتی چاپ باتیک متمایز می‌سازد.